# Archaeoceratops
Archaeoceratops ("starobylá rohatá tvář") byl rod bazálního neoceratopsidního marginocefalního dinosaura, žijícího v období spodní křídy (stupeň apt) na území dnešní Číny. Šlo o malého dvounohého býložravce s relativně velkou hlavou a malým krčním límcem. Délka těla činila jen kolem 0,9 až 1,5 metru a hmotnost asi 10 kg.

## Objevy
Dva exempláře tohoto druhu byly objeveny v oblasti Masong Šan v provincii Kan-su, a to v sedimentech geologického souvrství Sia-kou. Typový exemplář byl popsán paleontologem Dongem Zhimingem v roce 1997 jako A. oshimai. Je veden pod katalogovým číslem IVPP V11114, sestávajícím z neúplné kostry včetně lebky, ocasních obratlů, pánve a větší části zadní končetiny včetně kompletního "chodidla". Typový exemplář je mírně menší než holotyp.

## Systematika
Archaeoceratops byl primitivním rohatým dinosaurem, pro kterého autoři popisu vytvořili novou čeleď Archaeoceratopsidae. V roce 2010 byl popsán další druh, A. yujingziensis. Nejbližšími vývojovými příbuznými tohoto dinosaura jsou rody Sasayamagnomus, dále pak Beg a některé další.